# Farkasréti temető
A Farkasréti temető Budapest és Magyarország egyik legjelentősebb sírkertje, melyet 1894-ben nyitottak meg. Több nevezetes magyar személyiség nyugszik itt, mint a kolozsvári Házsongárdi temetőben és a budapesti Fiumei úti sírkertben együttvéve.

## Fekvése
A régi budai sírkertek, főleg a Németvölgyi temető tehermentesítésére kijelölt Farkasréti köztemető hivatalosan 1894. április 1-jén nyílt meg. A temető nevét a területről, a Széchenyi-hegy délkeleti lejtőjéről kapta. Földrajzilag a Karthauzi-völgy folytatásaként északnyugat felől érkező Denevér-árok nagyjából az északi felén érinti a területét.

## Története

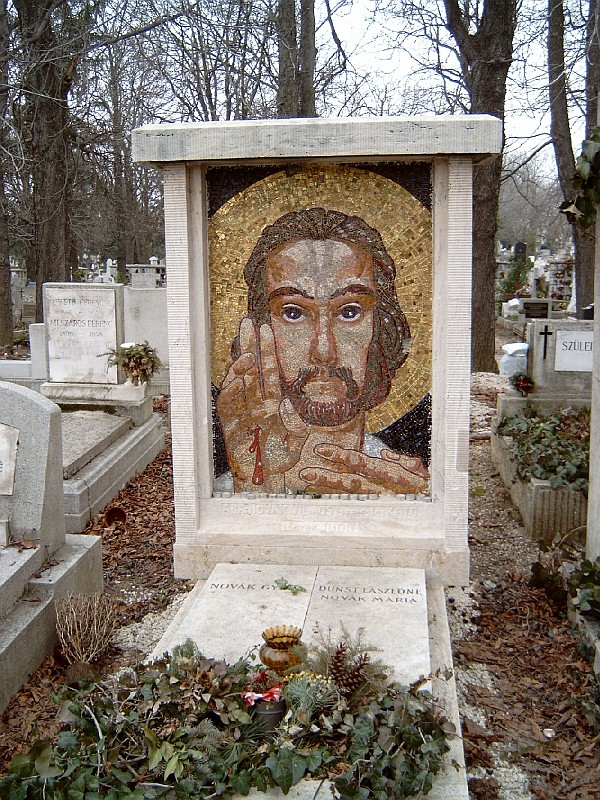
Aba-Novák Vilmos festő sírja

A két világháború között már egyértelműen ide összpontosult a budai lakosok temetkezése: 1927-ben például a Németvölgyi temetőben 9, míg Farkasréten 1551 temetésre került sor. A Kerepesi úti temetőt 1952. szeptember 30. után lezárták, majd 1956 májusában Nemzeti Sírkertté nyilvánították. Egyházi szertartás 1988-ig nem kísérhette az itt folyó temetéseket. Ezáltal Farkasrét értéke, rangja fokozatosan nőtt, végül helyet is cserélt a Kerepesi úti temetővel a fővárosi temetők szimbolikus hierarchiájaban. Farkasrét a hatvanas-hetvenes években a legfontosabb fővárosi elittemetővé vált, hivatalosan máig köztemető. Rangját páratlan természeti környezetű fekvése, több száz kimagasló jelentőségű személy itteni eltemetése, valamint a Tabáni és a Vízivárosi temető megszüntetése alapozta meg.
1952-ben a Farkasréti temető vált a régi politikai, egyházi, gazdasági és katonai elit, valamint általában a tudós- és művészvilág első számú fővárosi temetkezési helyévé. 1952-től Farkasrét fogadott be szinte mindenkit, aki 1948 előtt fontos pozíciót töltött be, tekintet nélkül az egykori társadalmi rétegre és foglalkozásra. A legszembetűnőbb azonban a történelmi, politikai sokszínűség és eklekticizmus: az 1952 után elhunyt és itt eltemetett politikusok között megtaláljuk például a dualizmus egyes veteránjait, a Horthy-korszak politikai elitjének nagy részét, továbbá a kisgazdákat vagy a polgári és a szociáldemokratákat. A sort hosszasan lehetne folytatni, egészen a szélsőségekig, a nyilas kormány termelési miniszteréig vagy Rákosi Mátyásig. Mindemellett a Kádár-korszakban állami-munkásmozgalmi temetkezőhelyek is létesültek Farkasréten, amelyek a hierarchiában elfoglalt pozíciójukat leszámítva nem sokban különböznek a Kerepesi temető hasonló részeitől.
Az ötvenes évektől nagymértékben megnőtt az ide temetett kiválóságok száma: tudósok, egyházi személyek, sportolók, művészek. A 20. században mind a Kerepesi úti, mind a Farkasréti temetőben kialakították a „Művészparcellát”, de az utóbbi jóval ismertebb. Farkasrét népszerűségét és presztízsét elsődlegesen e művészsírok növelték meg.

## Síremlékei

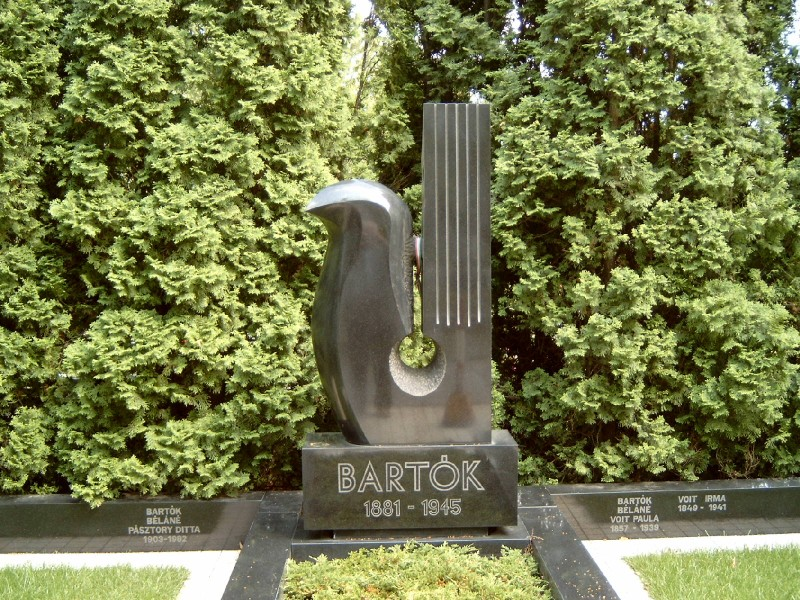
Bartók Béla és családjának síremléke Budapesten. Farkasréti temető: 60/1-főút-9/12.

A régi farkasréti síremlékek jelentős része más temetőkből került ide, számos olyan is akad köztük, amely régebbi, mint maga Farkasrét. Fő jellemzője, hogy a 20. század nagy részében befogadó temetőként működött, elsősorban a régi budai temetők – a harmincas évek végén felszámolt Tabáni és Vízivárosi, valamint az 1963-ban megszüntetett Németvölgyi temető – öröksége révén, de temérdek síremlék került ide a Kerepesi úti temetőből, s jó néhány a Rákoskeresztúri temetőből is.
Farkasrét, ha a korai síremlékeket vizsgáljuk, döntően a két világháború közötti korszak temetője. A síremlékek ikonográfiai megformálásában a túlnyomóan nemzeti és a katonai szimbolika mellett visszaszorult a profán (főként antik) megformálás és előretört a keresztény jelképek használata. Mindezt a vallásos feliratok elszaporodása kísérte.
Máig őriz egyfajta konzervatív, „budaias” miliőt, amely a fennmaradt régi emlékek mellett megmutatkozik az újabb síremlékeken, illetve a sírjelek használatában, a kultuszgyakorlásban is. Ez utóbbi megnyilvánulása volt például, hogy 2002 tavaszán megjelentek a sírokon a kokárdák, nemzeti szalagok, továbbá, hogy az újonnan létesülő síremlékek egy részén máig fennmaradt az előnév- és címerhasználat, illetve a családnemesítési év feltüntetésének szokása.

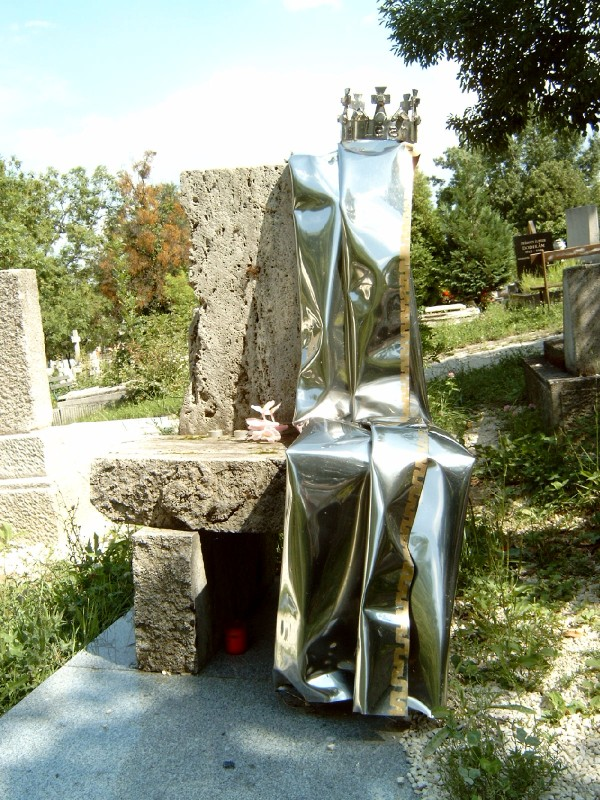
Básti Lajos sírja Budapesten. Farkasréti temető: 22/1-1-74.

1963-ban, a Németvölgyi temető felszámolásával a családi sírboltok egy részét Farkasrétre telepítették, a lapidárium néhány köve pedig a Kiscelli Múzeumba került.

### Zsidó temető
A Rácz Aladár út felé egyirányú új Denevér úti átkötés mentén húzódik egy keskeny sávban. Mára betelt.

### Katonatemető
1903-ban nyílt meg Budapest két legfontosabb 20. századi katonatemetője: a Rákoskeresztúri, valamint az új budai sírkert délkeleti sarkában a Farkasréti katonai temető. Felügyeletüket a főváros, a tulajdonjog megtartása mellett, a városparancsnokságnak engedte át. Farkasréten jött tehát létre a vízivárosi katonai temető utóda – s a régi temető sorsa ezzel gyakorlatilag meg is pecsételődött (néhány emléke később az új sírkertbe került). A Farkasréti katonai temetőt ma már „régiként”, „volt katonatemetőként” emlegetik, egységes képet a hatvanas évek óta nem nyújt, de eredeti jellegét máig megőrizte, s napjainkban újra a honvédség rendelkezik felette.

## Megközelítése
A közepesen meredek hegyoldalon megközelíthető temető sikeres működtetése szempontjából létfontosságú villamosvonal 1902-ben épült ki a Németvölgyi út – Böszörményi úton át a Déli pályaudvar és a Szent János Kórház felé és 1945 után kapta meg a mai 59-es számot. Végállomása a temető mellett (a Márton Áron téren) található. 1948-ban indult meg a sírkertet a Hegyalja úton át a Belvárossal és összekötő 8-as autóbuszjárat, ami 2016 óta a 8E viszonylatként közlekedik. Immáron délkelet felé, Gazdagréten át a Kelenföld vasútállomással felől is kapcsolatot teremt. 1956 óta délnyugat felől az 53-as busz is érinti szintén több megállóval. A temető északkeleti csücskéhez esik közel még megállója a 110-es és a 112-es buszpárosnak is.